# Luis Ángel Cassinelli
Luis Ángel Cassinelli (Diamante, 20 de mayo de 1880-2 de noviembre de 1943) fue un militar y aviador argentino, perteneciente al Ejército, que alcanzó el grado de general de división. Fue brevemente comisionado nacional de la provincia de Buenos Aires en marzo de 1940.

## Biografía
Nació en Diamante (provincia de Entre Ríos) en 1880. Ingresó al Ejército Argentino, egresando del Colegio Militar de la Nación como subteniente en 1901. Más tarde asistió a la Escuela Superior de Guerra.
Entre 1923 y 1927, siendo teniente coronel, se desempeñó como director del Servicio Aeronáutico del Ejército (predecesor de la Fuerza Aérea Argentina). En 1936 fue ascendido a general de división, en 1938 fue cuartel maestre general y desde 1939 fue comandante del I Ejército.
En marzo de 1940, luego de unas elecciones provinciales fraudulentas, el presidente Roberto Marcelino Ortiz lo designó comisionado nacional de la provincia de Buenos Aires, en reemplazo del gobernador conservador Manuel Fresco. Fue sucedido a los pocos días por Octavio R. Amadeo como interventor federal. Luego se desempeñó como inspector general del Ejército, en reemplazo del General de División Guillermo J. Mohr (1879 - 1976).
Falleció en noviembre de 1943, a los 63 años.